# Odontotrypes pauma
Odontotrypes pauma es una especie de coleóptero de la familia Geotrupidae.

## Distribución geográfica
Habita en Sichuan (China).